# Saint-Bonnet-Elvert
Saint-Bonnet-Elvert è un comune francese di 203 abitanti situato nel dipartimento della Corrèze nella regione della Nuova Aquitania.

## Società

### Evoluzione demografica
Abitanti censiti